# Anthicus semicroceus
Anthicus semicroceus es una especie de coleóptero de la familia Anthicidae.

## Distribución geográfica
Habita en Gabón.